# Rita Carewe
Pour les articles homonymes, voir Carewe.
Rita Carewe, née Violette Fox, (9 septembre 1909 - 22 octobre 1955), est une actrice  américaine de cinéma muet et des premiers films parlants, de la fin des années 1920.

## Biographie
Née en 1909 à New York, Rita a pour père Edwin Carewe le célèbre directeur et réalisateur de films de United Artists qui a changé de nom et de prénom, convaincu que Jay Fox nuiraient à sa carrière artistique. Rita est la nièce des frères Fox, Wallace et  Finis, créateurs de la 20th Century Fox. Sa mère née Mary Jane Mason a 17 ans de moins que son père.
Son père lui propose un contrat de 5 ans avec la First National Pictures en récompense de sa prestation dans le film Joanna en 1925 dont il était lui-même le réalisateur. Elle joue ensuite, dans High Steppers qui met en lumière Dolores del Río, Mary Astor et Lloyd Hughes. Tout comme Sally O'Neil et Joan Crawford auparavant, un comité de 100 personnes la sélectionne pour faire partie de la promotion des treize starlettes de la Western Associated Motion Picture Advertisers (WAMPAS) en 1927, composée entre autres par Helene Costello et Mary McAllister. Très superstitieuse, la jolie blonde ne sait pas si le 13 lui porte chance.
En 1928, un jury de 25 personnes les plus représentatives de l'industrie du cinéma de cette époque retient Rita pour interpréter le rôle de Lorelei Lee dans  Les hommes préfèrent les blondes de 1928. Mais le rôle reviendra finalement à Ruth Taylor. La même année, elle interprète un des plus grands rôles de sa courte carrière dans  Revenge, d’après un roman écrit par Konrad Bercovici.
En juin, elle s'enfuit à 22 ans, pour se marier à Yuma avec l'acteur Leroy Frankling Mason que son père avait recruté à un comptoir de sandwichs. Son premier film parlant est Prince Gabby en 1929, donnant la réplique à Edward Everett Horton sur une adaptation du roman de Edgar Wallace. Elle fait une dernière apparition dans le film Radio Kisses de 1930. Le couple divorce en novembre 1935.
Rita Carewe décède à Torrance, une municipalité de Los Angeles, le 22 octobre 1955, à l'âge de 46 ans; et est inhumée au cimetière d' Angelus-Rosedale de Los Angeles.

## Filmographie[1]

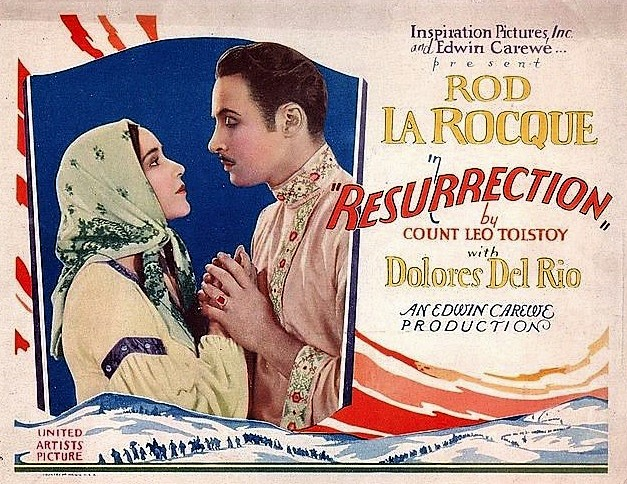
Affiche du film Résurrection (1927)

- 1925 Joanna, dans Georgia Leach , réalisé par Edwin Carewe
- 1926 High Steppers, Janet Perryam, réalisé par Edwin Carewe
- 1927 Résurrection, dans ? , réalisé par Edwin Carewe
- 1928 The Stronger Will, dans Estelle Marsh, réalisé par Bernard McEveety
- 1928 Ramona, dans Baby , réalisé par Edwin Carewe
- 1928 Vengeance, dans Tina , réalisé par Edwin Carewe
- 1929 Prince Gabby, dans ?, réalisé par Leslie Pearce
- 1930 Radio Kisses, dans Hazel Keane, réalisé par Leslie Pearce